# Nietleben

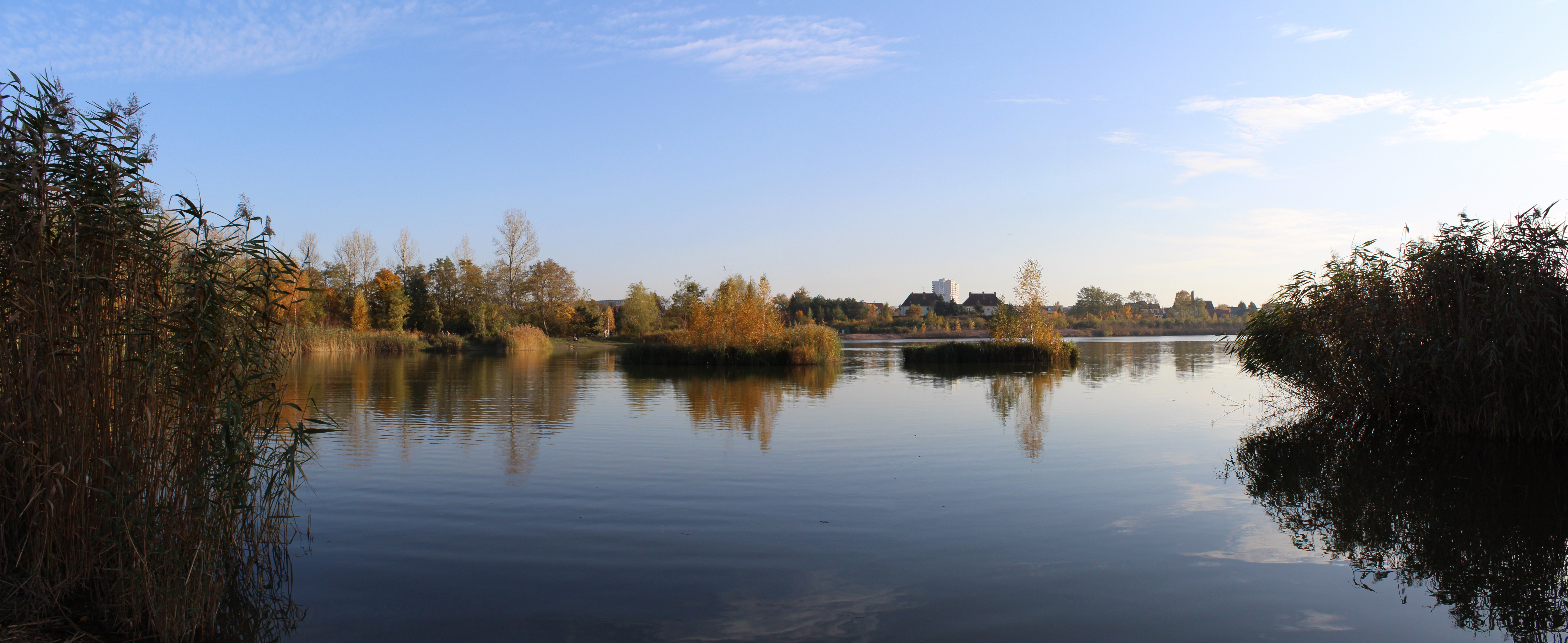
Der Heidesee in Nietleben

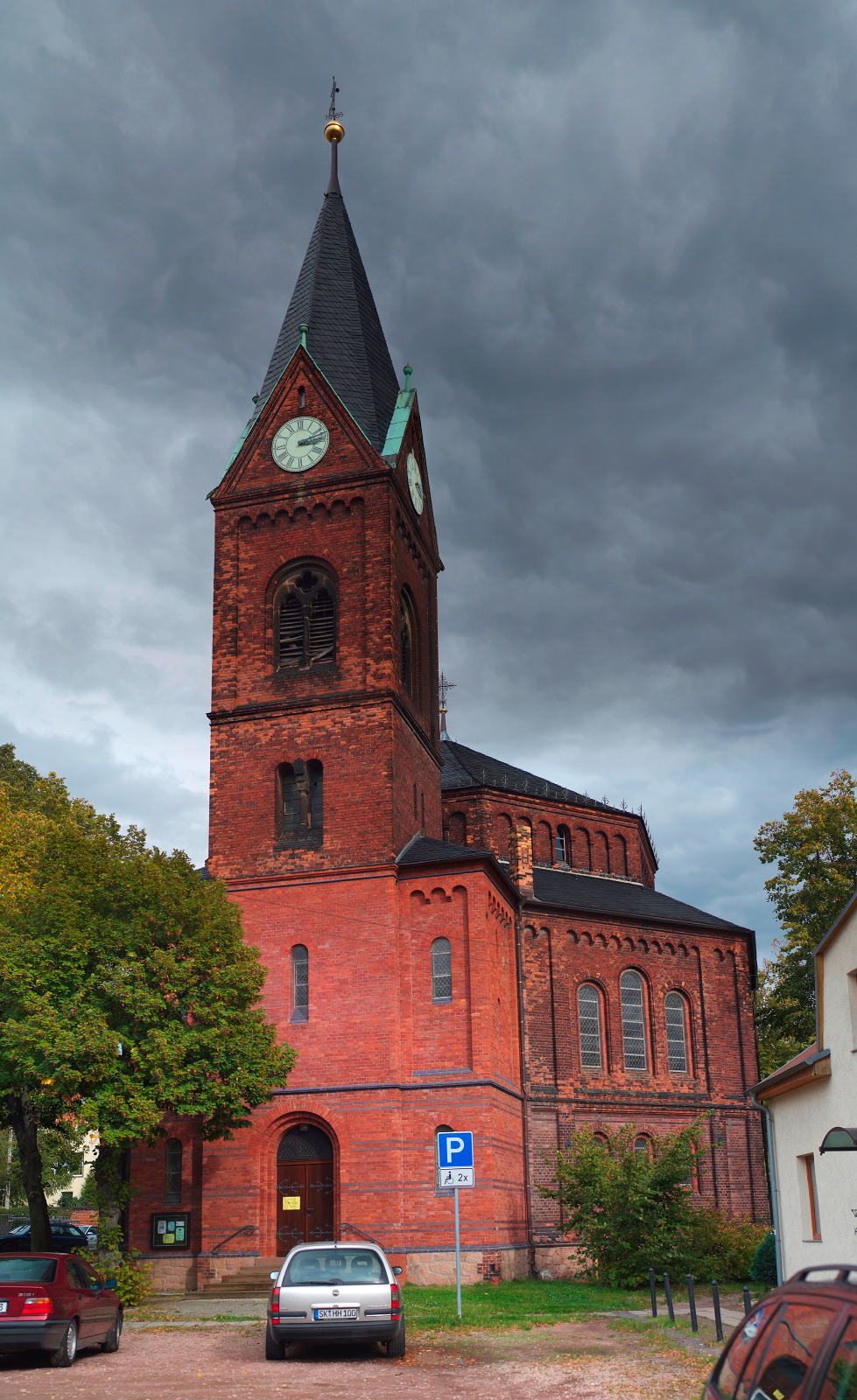
Evangelische Kirche

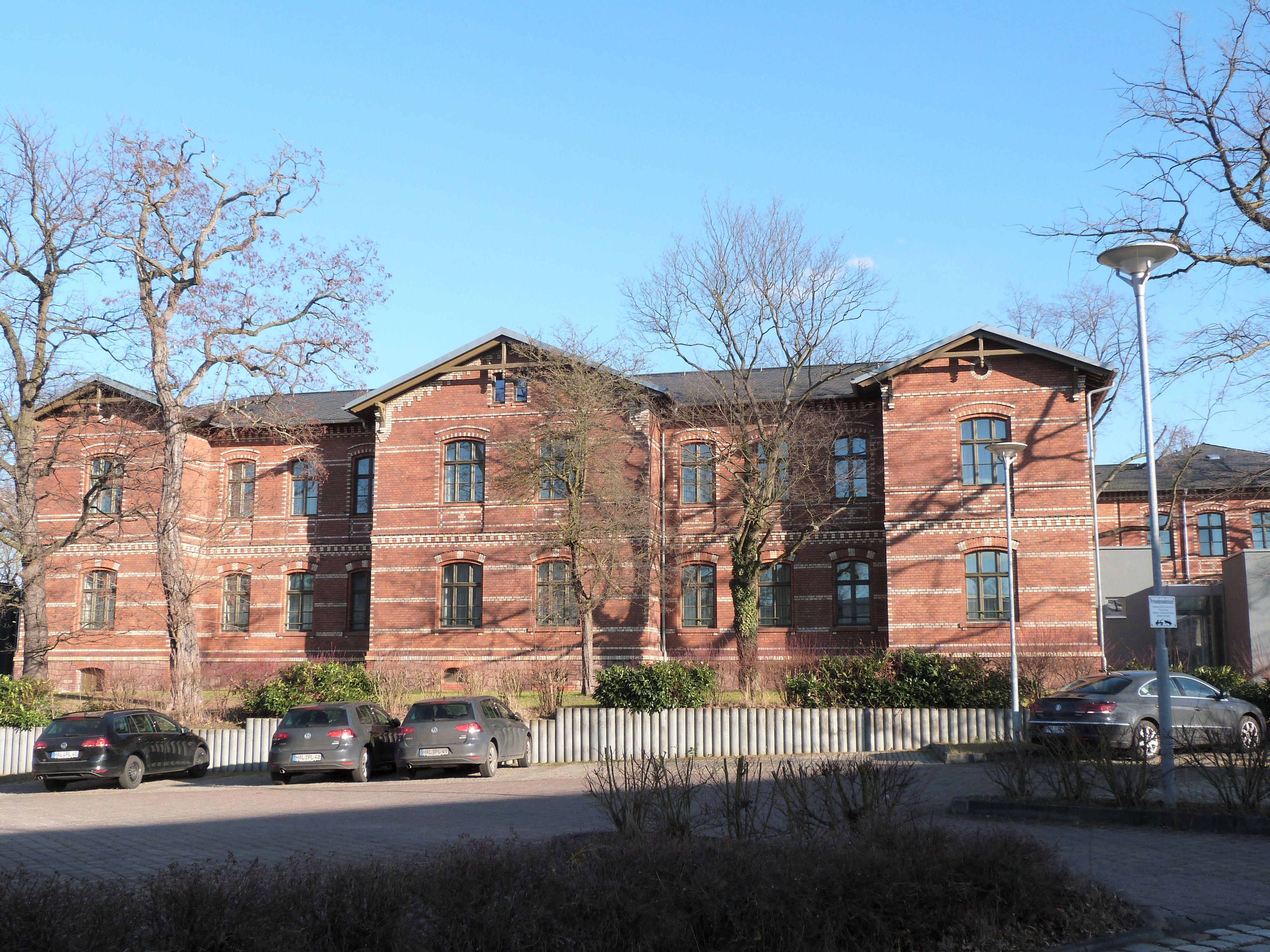
Ehemalige Häuser der Provinzial-Irrenanstalt, heute Gästehäuser

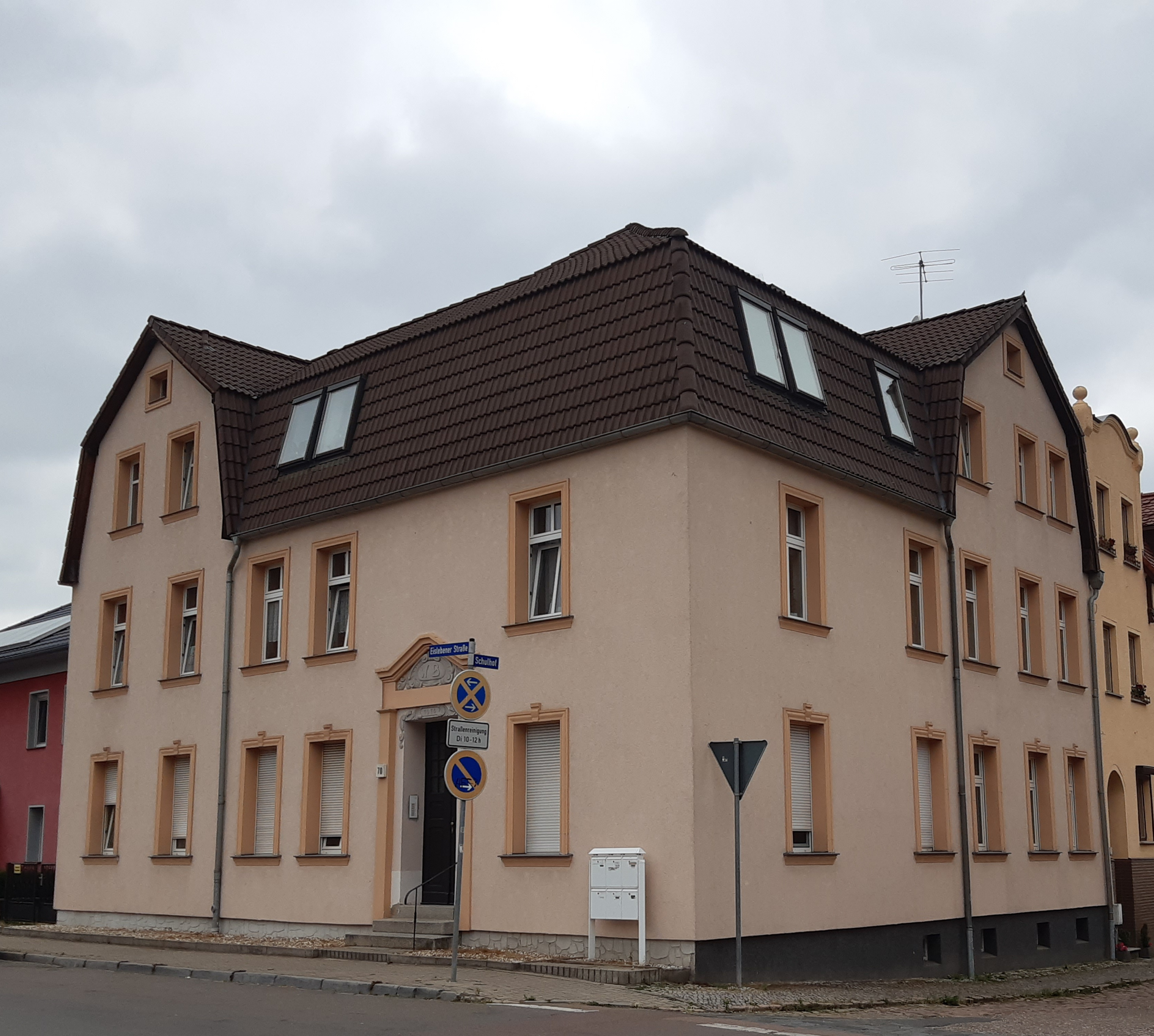
Wohnhaus des Heimatforschers Siegmar von Schultze-Galléra, Eislebener Straße 70

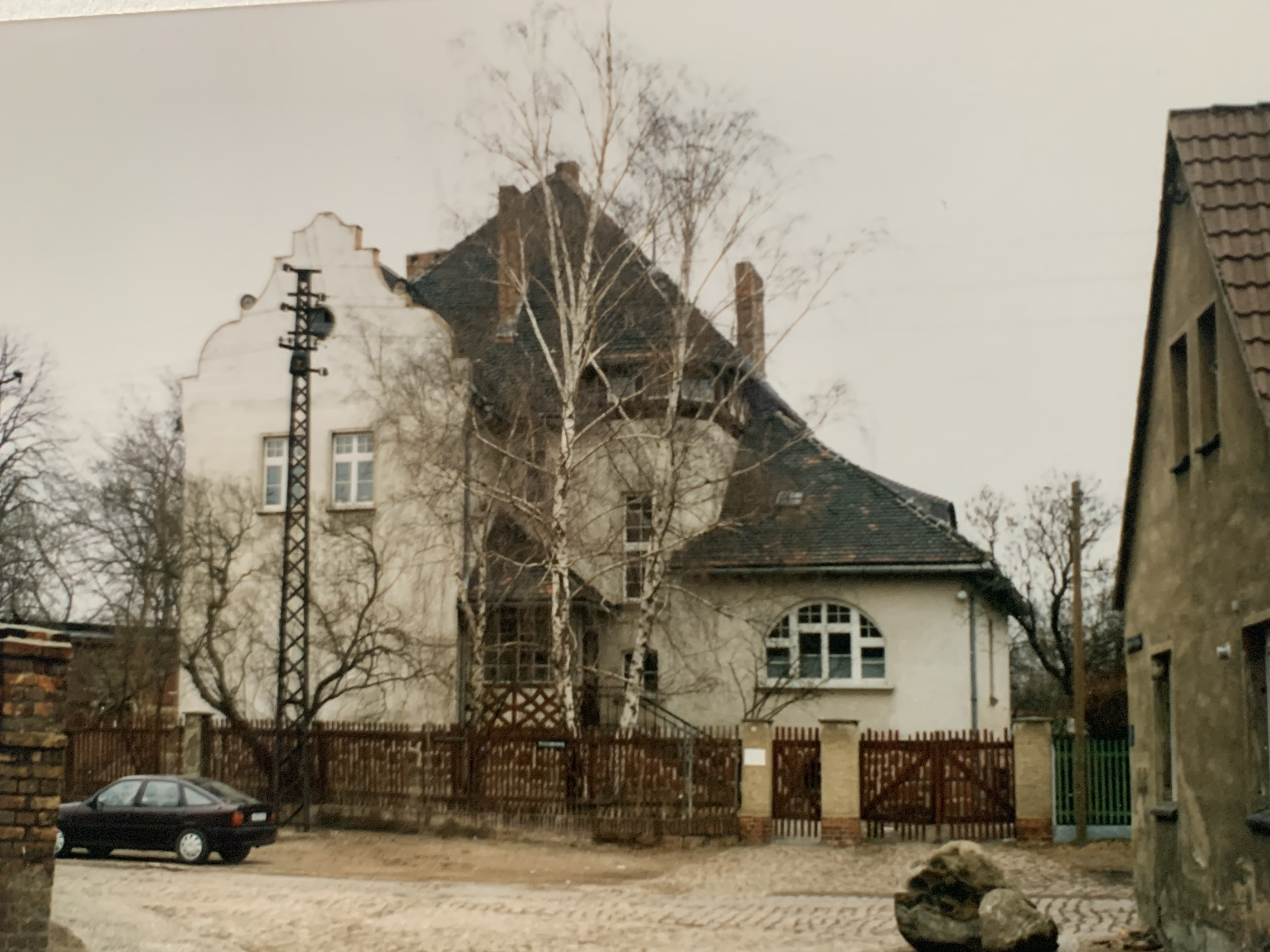
Pfarrhaus im Waidmannsweg

Nietleben ist ein Stadtteil im Stadtbezirk West von Halle (Saale), Sachsen-Anhalt. Am 31. Dezember 2020 hatte er 2.552 Einwohner.

## Geschichte
Die slawische Dorfgründung am Südrand des Stadtforstes Dölauer Heide wurde erstmals 1371 urkundlich erwähnt. Es war ein Bauern- und Kolonistendorf bis zur Industrialisierung im 19. Jahrhundert. Nietleben gehörte zum Amt Giebichenstein im Saalkreis des Erzstifts Magdeburg. 1680 kam der Ort mit dem Saalkreis zum Herzogtum Magdeburg unter brandenburg-preußischer Herrschaft. Mit dem Frieden von Tilsit wurde Nietleben im Jahr 1807 dem Königreich Westphalen angegliedert und dem Distrikt Halle im Departement der Saale zugeordnet. Der Ort gehörte zum Kanton Halle-Land. Nach der Niederlage Napoleons und dem Ende des Königreichs Westphalen befreiten die verbündeten Gegner Napoleons Anfang Oktober 1813 den Saalkreis. Bei der politischen Neuordnung nach dem Wiener Kongress 1815 wurde der Ort im Jahr 1816 dem Regierungsbezirk Merseburg der preußischen Provinz Sachsen angeschlossen und dem Saalkreis zugeordnet.
In den achtziger Jahren des 19. Jahrhunderts wurde im Zentrum von Nietleben eine Kirche im Stil der Neuromanik erbaut.
Die nahe Braunkohle in der Grube Neuglück und der im Gebiet abbaubare Muschelkalk führten zur Entstehung eines Zementwerkes, das heute nicht mehr existiert. Die verbleibenden Restlöcher begünstigten die Entstehung des Heidesees, des Steinbruchsees und des Graebsees. Das Tagebaurestloch Heidesee wurde zum Erholungsgebiet der Hallenser. Am Südrand der Dölauer Heide entstand in den 1920er Jahren die Gartenstadt Nietleben, welche später baulich ergänzt wurde. Hier befand sich die in den 2000er Jahren teilweise abgerissene Provinzial-Irrenanstalt Halle-Nietleben.
1925 wurde der Flugplatz Halle-Nietleben eröffnet. Bis 1927 führte die Deutsche Aero Lloyd AG von hier Linienflüge nach mehreren deutschen Städten aus.
Von 1938 bis 1966 war Martin Richter Pfarrer in Nietleben, 1968 übernahm sein Sohn die Pfarrstelle. Beide waren wichtige Chronisten des Dorfes und prägten es. Manfred Richter schuf 1986 zur Hundertjahrfeier der Kirche eine umfangreiche Chronik.
Nietleben wurde am 1. Juli 1950 nach Halle eingemeindet.

## Geografie

### Lage
Der Stadtteil befindet sich am Nordwestrand von Halle-Neustadt im Stadtbezirk West von Halle. Unmittelbar nördlich von Nietleben beginnt das Waldgebiet der Dölauer Heide. Eine Straße durchquert es von Nietleben aus in Richtung Dölau und in die Gemeinde Salzatal. Im Südwesten liegt das Dorf Zscherben in der Gemeinde Teutschenthal.
Nietleben selbst besteht aus dem alten Dorf Nietleben, das sich in Ost-West-Richtung entlang der Eislebener Straße erstreckt. Weiterhin gibt es im Osten die jüngere Siedlung Gartenstadt Nietleben. Im Westen von Nietleben lag einmal das Dorf Granau mit der Kirchenruine Granau.
Im zentralen Norden des Stadtteils liegt der Heidesee. Dieser stellt einen renaturierten Braunkohletagebau dar. Am Heidesee gibt es ein Freibad, das in den Sommermonaten geöffnet ist.

### Bevölkerung
Die Stadt Halle gab 2015 in ihrem Bevölkerungskatalog statistische Kennzahlen zu den einzelnen Stadtteilen und Stadtvierteln heraus. Demnach hatte die Bevölkerung von Nietleben 2015 ein Durchschnittsalter von 48,7 Jahren. Weiterhin lag der der Frauenanteil bei 50,5 %. Der Ausländeranteil betrug 1,7 %. Die Arbeitslosenquote lag 2015 bei 3,0 % und es gab 520 Pkw pro 1000 Einwohner.

### Verkehr

#### Straßenverkehr
Nietleben selbst besitzt kaum größere Verkehrswege. Im Osten durchquert die Verbindungsstraße von Halle-Neustadt und Dölau den Stadtteil. Südwestlich führt die Bundesstraße 80 an Nietleben vorbei. Diese wird zuletzt kreuzungsfrei ausgebaut. Im Westen gibt es eine Anbindung an die Bundesautobahn 143. Diese führt bereits nach Süden zur A 38. Eine Weiterführung zur A 14 im Norden wurde lange von Umweltverbänden verhindert und ist derzeit im Bau. Fertigstellung soll 2025 sein.

#### Öffentlicher Personennahverkehr
Nietleben besitzt einen Bahnhof der S-Bahn Mitteldeutschland. Dieser liegt an der Bahnstrecke Merseburg–Halle-Nietleben, bzw. an der alten  Bahnstrecke Halle Klaustor–Hettstedt. Von hier aus sind Fahrten zum halleschen Hauptbahnhof möglich. Das Stadtviertel wird weiterhin erschlossen durch die Busse der Halleschen Verkehrs-AG. Weiter südlich existieren in Halle-Neustadt Haltestellen der Straßenbahn mit Anbindung an die Hallesche Innenstadt.

## Söhne und Töchter von Nietleben
- Emil Löwenhardt (1858–1941), Chemiker, Lehrer und Schulbuchautor
- Siegmar von Schultze-Galléra (1865–1945), Schriftsteller, Germanist, Historiker und Heimatforscher
- Otto Leibe (1913–2002), Bildhauer
- Günther Schmidt (1921–2017), Physiker
- Gerald Götting (1923–2015), Politiker